# زمو خوی
زمو خوی (به لاتین: Zemo Khevi) یک منطقهٔ مسکونی در گرجستان است که در ناحیه گاگرا واقع شده‌است. زمو خوی ۲۶۲ نفر جمعیت دارد و ۱۰۰ متر بالاتر از سطح دریا واقع شده‌است.